# 东孟加拉无产阶级党毛主义布尔什维克重组运动
东孟加拉无产阶级党毛主义布尔什维克重组运动（英语：Maoist Bolshevik Reorganisation Movement of the Purba Banglar Sarbahara Party）是孟加拉国的一个地下共产主义政党。该党成立于2001年，分裂自东孟加拉无产阶级党。它的意识形态是共产主义、马克思列宁主义、毛主义。它的政治立场是极左翼。它是南亚毛主义政党和组织协调委员会的观察员。